# East Haven
East Haven é uma Região censo-designada localizada no estado americano de Connecticut, no Condado de New Haven.

## Demografia
Segundo o censo americano de 2000, a sua população era de 28.189 habitantes.

## Geografia
De acordo com o United States Census Bureau tem uma área de
34,8 km², dos quais 31,8 km² cobertos por terra e 3,0 km² cobertos por água.

## Localidades na vizinhança
O diagrama seguinte representa as localidades num raio de 16 km ao redor de East Haven.